# Novonikoláyevka (Azov)
Novonikoláyevka (del ruso: Новониколаевка) es un seló del raión de Azov del óblast de Rostov del suroeste de Rusia. Se halla en la orilla derecha del río Kagalnik, que desemboca en el mar de Azov. Su población en 2010 era de 981 habitantes.
Pertenece al municipio de Samárskoye.

## Historia
Esta población fue fundada por la familia del campesino Kolésnik, apodado Chumachenko. En 1812, en el territorio del entonces jútor contaba con 10 hogares. Poco a poco se fueron estableciendo en la localidad chumaks. En 1833 se construyó la iglesia de San Nicolás Taumaturgo y su nombre ha sido registrado oficialmente como Novonikoláyevka para evitar la confusión con otra población cercana llamada Nikoláyevka. En la década de 1860 es designada como centro de un vólost al que pertenecían Samárskoye, Novobataisk, Vysochino y Kuleshovka. En 1891 se consagró la nueva iglesia de San Nicolás Taumaturgo construida en piedra, que sería demolida en 1936 por el gobierno soviético. La iglesia actual era una casa de una familia de alta posición antes de la revolución de octubre de 1917, y fue sede del selsoviet tras ella. Durante los años de guerra fue un hospital militar.

## Nacidos en Novonikoláyevka
- Grigori Zavgorodni (1914-1955), Héroe de la Unión Soviética.
- Fiódor Shinkarenko (1913-1994), Héroe de la Unión Soviética.

## Religión
En la localidad se hallan la iglesia de la Trinidad Dadora de Vida. La iglesia de San Nicolás Taumaturgo fue demolida en 1936.